# Fraude

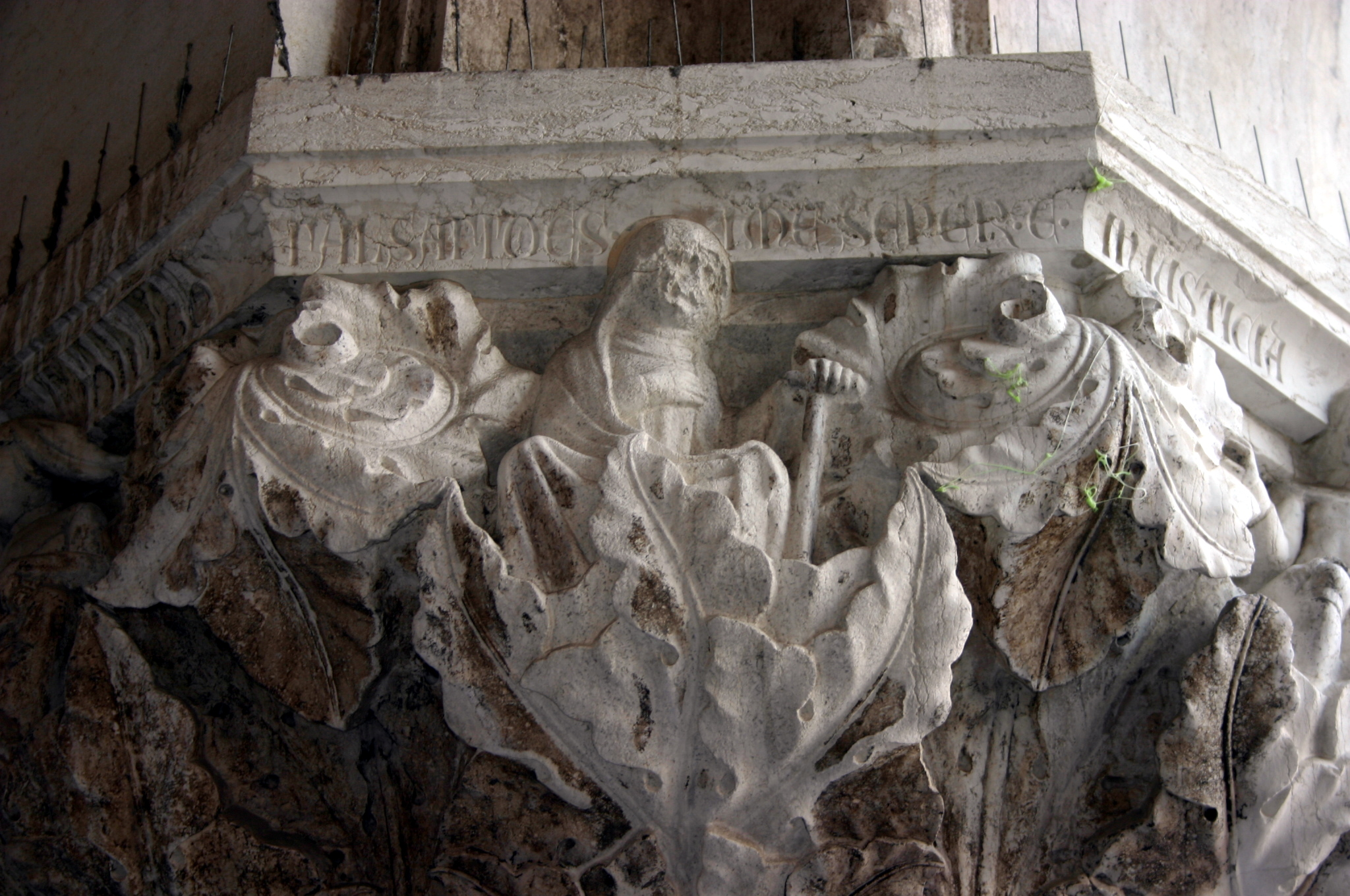
Allégorie de la fraude, Falsa fides in me semper est (« La mauvaise foi est toujours en moi »), chapiteau du palais des Doges, Venise.

Une fraude est une action destinée à tromper,. La falsification, la dissimulation, l'adultération ou certains types de vols sont des exemples de fraude.

## Droit français
En droit français, la fraude en matière civile ne se démarque guère de la fraude pénale[réf. souhaitée]. Il s'agit d'un acte qui a été réalisé en utilisant des moyens déloyaux destinés à surprendre un consentement, à obtenir un avantage matériel ou moral indu, ou réalisé avec l'intention d'échapper à l'exécution des lois[réf. nécessaire].
En France, l'Alfa aide à combattre la fraude dans le secteur de l'assurance[réf. souhaitée].

### Textes juridiques
- Loi du 1er août 1905 sur les fraudes et falsifications en matière de produits ou de services qui jette les bases d'un contrôle général sur les denrées alimentaires, reprenant les lois de la fin du XIXe siècle visant à réprimer la falsification des vins à la suite des ravages du phylloxéra et du recours abusif à des additifs à cause de l'allongement des circuits de distribution dus à l'urbanisation [3]. Le Service de répression des fraudes, prévu dans l'article 11 de cette loi, est mis en place par les décrets des 24 avril et 21 octobre 1907 à la suite de la révolte des vignerons du Languedoc [4].
- Décret no 91-187 du 19 février 1991[5]
- Code de commerce, Art. L128-1, L133-6, L225-41, L225-89, L235-2, L242-1, L450-4, L464-1, L464-8, L511-28, L624-13, L631-8 s., L650-1 et L96A1
- Code de la consommation art. L121-1 5 [6].

## Droit canadien

### Droit pénal

#### Disposition principale
La disposition principale au Code criminel en matière de fraude est l'article 380 (1) C.cr.

« 380 (1) Quiconque, par supercherie, mensonge ou autre moyen dolosif, constituant ou non un faux semblant au sens de la présente loi, frustre le public ou toute personne, déterminée ou non, de quelque bien, service, argent ou valeur :
a) est coupable d’un acte criminel et passible d’un emprisonnement maximal de quatorze ans, si l’objet de l’infraction est un titre testamentaire ou si la valeur de l’objet de l’infraction dépasse cinq mille dollars;
b) est coupable :
(i) soit d’un acte criminel et passible d’un emprisonnement maximal de deux ans,
(ii) soit d’une infraction punissable sur déclaration de culpabilité par procédure sommaire,
si la valeur de l’objet de l’infraction ne dépasse pas cinq mille dollars. »

#### Infractions particulières en matière de fraude
Les articles 381 à 410 C.cr. énoncent des infractions particulières en matière de fraude, comme la fraude par la poste, les manipulations frauduleuses d'opérations boursières, le délit d'initié, l'agiotage sur les actions ou les marchandises, cacher frauduleusement des titres, l'enregistrement frauduleux de titre, la vente frauduleuse d'un bien immeuble, le reçu destiné à tromper, l'aliénation frauduleuse de marchandises sur lesquelles on a avancé de l'argent, l'aliénation de biens avec l'intention de frauder les créanciers, la fraude en matière de prix de passage, l'obtention frauduleuse de transport, les fraudes relatives aux minéraux précieux, la falsification de livres et documents avec l'intention de frauder, le mise en circulation d'un faux prospectus avec l'intention de frauder, la fraude à l'identité, la contrefaçon d'une marque de commerce avec l'intention de frauder, de même que la substitution de marchandises dans l'intention de frauder.

### Droit civil québécois
Dans le Code civil du Québec, la fraude figure dans plusieurs dispositions, notamment celles qui prévoient la responsabilité des administrateurs d'une personne morale (art. 316-317, 329 C.c.Q.), l'attribution judiciaire de la personnalité (art. 332 C.c.Q.) les créanciers des époux (art. 490 C.c.Q. , les créanciers de la succession (864 C.c.Q.) la possession (art. 927 C.c.Q.) l'action en inopposabilité (art. 1631-1634 C.c.Q.), la fiducie (1290-1292 C.c.Q.), l'enrichissement injustifié (art. 1496 C.c.Q.), la société en nom collectif (art. 2213 c.c.Q.), l'assurance maladie-accidents (art. 2417 C.c.Q.), la fausse déclaration en matière d'assurances (art. 2424 C.c.Q.), la coassurance (art. 2496 C.c.Q.), l'assurance maritime (art. 2523, 2538-2539, 2544 C.c.Q.), ainsi que le jeu et le pari (art. 2630 C.c.Q.).

## Types de fraude

### Fraude informatique
Les méthodes telles que l'ingénierie sociale (sécurité de l'information) sont un moyen de commettre des fraudes dans le domaine de l'informatique.

### Fraude en société
En société, les humains cherchent à donner une certaine impression d'eux-mêmes. Il leur arrive de fabriquer une impression qu'ils savent usurpée, frauduleuse. La société, face à ces fausses apparences, réagit de façon complexe. Par exemple, il est souvent demandé aux immigrés de s'habiller comme s'ils étaient de la nationalité du pays d'accueil, ou alors on demandera à une femme de faire plus jeune qu'elle ne l'est réellement, mais il ne sera pas admis, en général, qu'un garçon fasse plus vieux que son âge dans le but d'aller boire de l'alcool dans un bar. Dans la vie quotidienne diverses techniques de mensonge ne sont pas considérées comme des fautes inexcusables. Par exemple le mensonge par omission permet à une personne de falsifier son discours sans que cela soit considéré comme une tromperie ; de nombreuses administrations ou commerces fonctionnent sur ce principe. Et les sociétés établissent toute une gradation entre mensonge et vérité. Les menteurs jouent sur les codes pour mieux parvenir à leur fin.
En général, les membres d'une société se font plutôt confiance. Mais les occasions et les possibilités de fraude sont si nombreuses que la crainte d'être trompé ou même de tromper à cause d'une mésentente est permanente. Pire, une seule erreur de présentation, même sur un geste banal, peut mettre en danger la confiance sur l'ensemble d'une apparence. Pour se protéger d'un tel risque, un intervenant transformera l'ensemble de son activité en une représentation ; il va se montrer en train de faire son activité selon les codes sociaux reconnus à cette activité au lieu d'exécuter simplement sa tâche. Ainsi, la représentation sociale d'une activité diffère de l'activité elle-même, et la falsifie inévitablement. Cette différence entre une activité et son apparence, inhérente aux rapports sociaux, risque elle-même d'être trompeuse, et de provoquer une rupture de confiance. Mais, pour comprendre une société ou l'un de ses individus, il ne s'agit peut-être pas de rechercher ce qui est trompeur ou pas, mais il s'agit d'abord de suivre les ruptures de confiance dans la vie quotidienne. Que ce soit dans le cas d'une fraude comme dans le cas d'une activité légitime, les intervenants passent l'essentiel de leur temps à honorer une apparence de vrai. Ainsi, l'étude des relations mensongères peut enseigner l'étude des relations sincères.
Par exemple, la vente de fausses antennes de télévision à des gens qui n'ont pas la télévision, d'étiquettes de voyage à l'étranger pour valises à des gens qui ne voyagent pas, d'enjoliveurs de roue à des gens qui ont des automobiles ordinaires, est la preuve que ces objets supposés utilitaires permettent de faire une impression d'ordre social. Par contre, si l'on étudie les gens qui ont des télévisions et qui mettent des antennes de télévision, il est plus difficile de comprendre le rôle de ces antennes dans la tenue d'une apparence.